# Егеря Финляндии

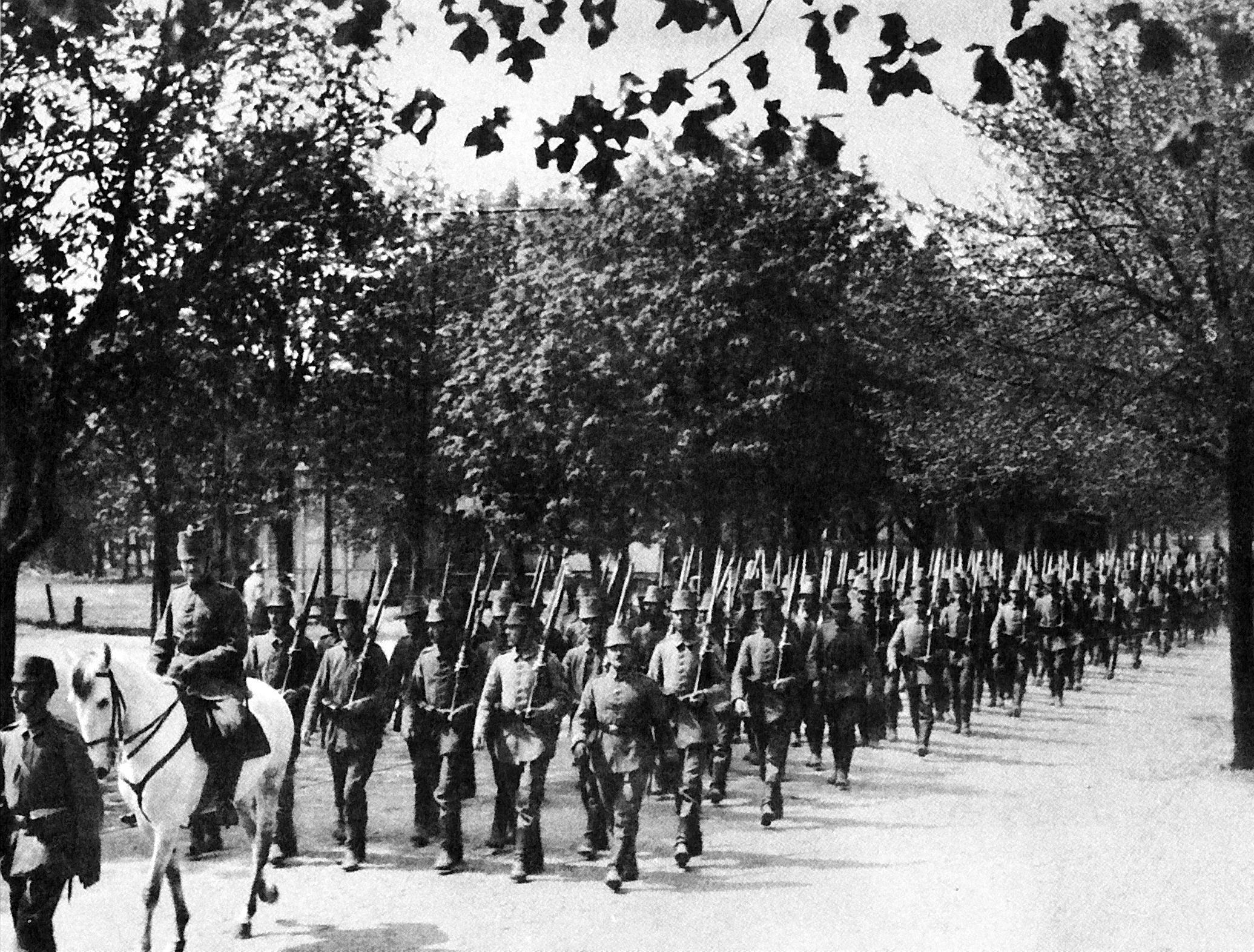
Батальон егерей на параде в Лиепае, лето 1917

Финские егеря, движение егерей, егерское движение в Финляндии,  (фин. Jääkäriliike) — члены воинских формирований финских сепаратистов в составе германской имперской армии во время Первой мировой войны в 1915–1918 годах (27-й Королевский Прусский егерский батальон), принявшие впоследствии участие в Гражданской войне в Финляндии и ставшие основой вновь сформированной финской армии.

## Причины зарождения движения
В начале 1900-х годов начавшаяся политика русификации Финляндии породила ответную реакцию общества. Автономный статус княжества оказался под угрозой, законы автономии в одностороннем порядке были отменены. Упразднение марки, роспуск собственной финской армии и появившаяся угроза финнам оказаться на службе в русской армии в разных частях Российской империи сильно подействовало на настроения в обществе. По мнению активистов, беззаконное положение давало право и обязанность отвечать на насилие насилием.
Программа активистов была представлена в 1903 году. В следующем, 1904 году, основана Финляндская партия активного сопротивления. На ранней стадии деятельность активистов и будущих егерей предусматривает такие действия, как подпольные закупки вооружения, например, рейс парохода «Джон Графтон» с оружием и создание в 1906 году отрядов самообороны под видом спортивного общества «Союз силы» (фин. Voima-liitto).
Второй период русификации начался в конце 1908 года и продлился до марта 1917 года. Мысли о независимости поддерживались в прессе до 1910 года, когда была закрыта газета «Фрамтид Вастайсуус». Учебные организации университета пошли другим путём. В торжественных речах по случаю окончания университета в мае 1914 года мысль о независимости была представлена широко, хотя в осторожной форме. В этот день высказались многие будущие активисты движения егерей: Кай Доннер, Вяйнё Кокко, Пехр Норрмен и Юрьё Рууту.

## Основание организации

Знамя финских егерей образца 1916-го года

Неудивительно, что с началом Первой мировой войны в 1914 году многие в Финляндии всё активнее были настроены на отделение страны от Российской империи.
В конце 1914 года в Финляндии было введено военное положение в связи с опасениями высадки немцев и вторжения через Финляндию. Ключевые объекты в разных частях страны начинают укреплять нанятыми на временные работы силами финнов, но под русским руководством. Эти работы приводят к нехватке рабочей силы, например в сельском хозяйстве. 17 ноября 1914 опубликовывается программа широкой русификации. Это окончательно подтолкнуло движение егерей к активной деятельности. Оглашение программы русификации сломало плотину. Уже в этот же день состоялись многочисленные независимые друг от друга собрания, в которых даже намечали линии фронтов. Например, когда Вяйнё Кокко, Юрьё Рууту и Вяйнё Тиири пришли в ресторан «Гардини», их узнали студенты и потребовали активных действий.

### Собрание в Остроботнии

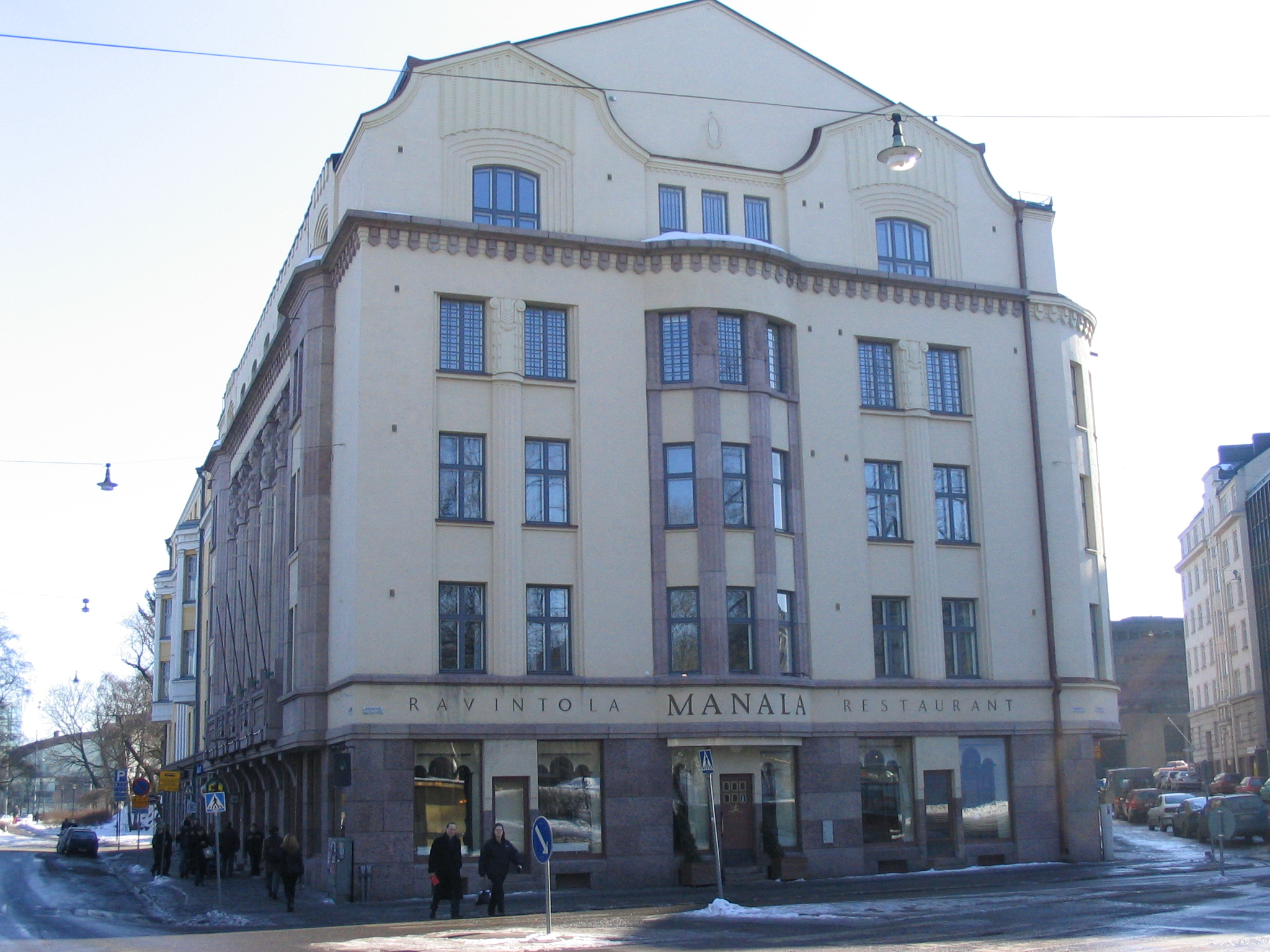
Дом учащихся Остроботния в Хельсинки

20 ноября 1914 года в Доме учащихся в Хельсинки на улица Тёёлёнкату, дом 3, (фин. Töölönkatu) состоялось собрание.  Из соображений безопасности протокол не вели. Присутствовало около 20 представителей от разных студенческих объединений, в том числе от старейшей университетской организации «Финская Дубина» (фин. Suomalainen Nuija). Собрание констатировало, что пассивное сопротивление потеряло своё значение и нужно идти незаконным путём, поскольку противная сторона (Россия) отвергла закон. Финляндия должна разорвать связи с Россией. Когда беседа зашла об иностранной помощи, Вяйнё Кокко — куратор учащихся от Северной Похьянмаа — считал Германию важнейшей, даже единственной возможностью. Собравшиеся создали временный центральный комитет организации. Необходимо было связаться с преподавателями, старыми политиками и представителями социал-демократов.

## Стадии движения
Центральный комитет движения за независимость считал формирование собственной армии обязательным условием обретения и сохранения независимости страны. В связи с этим отдельные студенты начали добровольно вступать в российскую армию для получения военного обучения и опыта. Затем такие добровольцы бежали из армии, зачастую через линию фронта и вступали в егеря. Позднее появилась возможность получить военное образование за границей. В январе 1915 года Германия объявила о готовности обучить 200 человек. Группами, тайно, почти 200 молодых людей переехало вначале в Швецию, а затем в Германию в школу Пфадфиндер. Финнов обучали в лагере Локштедт в Шлезвиг-Гольштейне с 25 февраля 1915 года. В сентябре 1915 года Германия решает увеличить число обучающихся до размера батальона в 1900 человек. В Финляндии начинается тайная вербовка по всей стране. Самая оживлённая деятельность была в Уусимаа, Похъянмаа, и в Карелии. Весной 1916 года из группы сформировали Прусский Королевский батальон егерей № 27 под руководством майора Максимилиана Байера.
Россия получила сведения о егерском движении в сентябре 1915 года. Из 19-ти задержанных 13 отвезли в Петроград в Дом предварительного заключения. Там были уже 60 других активистов финского движения за независимость, такие как: Вихтори Косола, Артури Лейнонен, Аарне Сихво и Кюёсти Вилкуна. «Вражеских егерей» освободили после Февральской революции 1917 года.
Прусский Королевский батальон егерей № 27 принимал участие в боевых действиях против России на стороне Германии в Прибалтике. В мае 1916 г. для получения боевого опыта батальон был переброшен на Рижский фронт, где он участвовал в некоторых боях против русских войск на побережье теперешней Латвии в районе между рекой Миса и Рижским заливом. В сотрудничестве с посольством Финляндии в Латвии в 1997 году был установлен памятный знак борьбы финских егерей на месте, где в Первую Мировую войну проходили бои. Находится этот памятный знак на дюне, на самом берегу Рижского залива рядом с шоссе Слока-Талси (дорожный указатель достопримечательностей Латвии), недалеко от поворота на Тукумс, между Рагациемсом и Клапканциемсом. В Энгурской волости похоронены пять павших в бою финских солдат. В 2004 году был торжественно открыт вновь (первоначально установленный в 1929 году) памятник, который был снесен после включения Латвии в состав СССР. Однако не все егеря горели желанием сражаться с регулярными войсками. Дело доходило до частичных бунтов против германского военного начальства. 87 егерей было интернировано в Германии и сослано на работы в Эссен.
Всего в этом батальоне на фронте погибли 13 и ранены 24 егерей, трое дезертировали, а 179 отчислены «за ненадёжность».
После того, как 4 декабря 1917 года финский сенат провозгласил независимость, егеря присягнули законному правительству Финляндии в церкви латвийского города Лиепая.

### Возвращение в Финляндию
Первые 60 егерей прибыли в Финляндию осенью 1917 года с желанием сражаться против России. Но в начале 1918 года ситуация в Финляндии значительно изменилась. Рост напряжённости между финским сенатом и финским народным советом привёл к началу 27 января 1918 года в Гельсингфорсе революционного восстания, в результате чего в Финляндии начинается гражданская война, в которой с одной стороны сражались организованные из рабочих отряды Красной гвардии («красные»), а с другой стороны верные финскому правительству (сенату) силы, названные «белыми».
По этой причине часть егерей не возвращается в страну.
Однако, через месяц, 25 февраля 1918 года из Прибалтики вернулась основная часть воевавших там на стороне Германии батальона финских егерей, 950 человек, которые прибыли на север Финляндии в Вааса и, в основном, встали в ряды правительственных войск. «Белая» финская армия, которая, по своей сути, была всего лишь ополчением и её военное применение было проблематичным, наконец, получила профессиональных командиров и преподавателей военного дела.
При этом финские «белые» (в том числе, и вернувшиеся в Финляндию егеря) видели ситуацию в Финляндии именно как освободительную войну, только в которой можно было решить, освободится ли страна из под власти России.

### Разногласия с Маннергеймом
Но не все егеря были так верны правительству, как обычно считают. За время обучения коллектив егерей сплотился в единую группу и им было важно и в Финляндии действовать сообща. Вильгельм Тхеслеф выразил идею — образовать на основе 27-го батальона сильную ударную группу. Егеря были бы костяком бригады, численность бы дополнилась из охранных отрядов. Бригаду должны были усилить два пехотных полка, конница, батарея полевой артиллерии и рота разведки. Главнокомандующий только ещё создаваемой финской армии Маннергейм выступил против этой инициативы. Он опасался, что сражаясь одной единицей, егеря подвержены риску полного поражения. «…я сильно убежден в том, что это приведёт к уничтожению белой армии», сказал он, докладывая о ситуации сенатору Ренвалле.
Возникали и политические разногласия. Главной целью сената в Ваасе было восстановить законную власть на юге страны. Государственную власть и независимость от России после победы намеревались обеспечить с помощью сильной собственной или германской армии, а также возможным возвратом к монархической форме правления. Умеренные и социалисты, разумеется, были против монархии и немецкой интервенции, особенно в начале войны. В военном командовании были такие же споры между генералом Маннергеймом и командирами финских егерей. Хорошо осведомлённый о плохом состоянии красной армии и финских красногвардейцев Маннергейм критически оценивал необходимость немецкой поддержки. Финские егеря, со своей стороны, придерживались пронемецкой ориентации.
Маннергейм также не одобрял идею о немецкой высадке, во всяком случае до взятия правительственными войсками Тампере. Важно было показать стране, что свобода не даётся из чужих рук, а собственная армия способна сама навести порядок в стране.
По приглашению Маннергейма в Сейняйоки состоялись переговоры с представителями егерей. Организационные вопросы будущей армии были разрешены. Егеря были против назначения на уровне полка офицеров, получивших образование в России. Маннергейм заявил, что у него просто нет реальной альтернативы для будущей армии кроме егерей. Маннергейм также поддержал назначение полковником в Финскую армию бывшего командира 27 батальона Эдуарда Аусфелда.
Исследователь Ларс Вестерлунд предположил, что попытка взорвать штаб-поезд Маннергейма на станции Сейняйоки имеет отношение к упомянутым разногласиям. Вестерлунд полагает, что за происшедшим скрываются «крайние активисты» и называет конкретные имена: Вильгельм Тхеслеф и Паул фон Герич. Из иностранных заинтересованных сторон мог быть замешан Германский флот. Маннергейм случайно не оказался на месте в момент взрыва и покушение не удалось. В результате вокруг поезда была установлена сетка-забор, которую видно на некоторых фотографиях.
По предположению Ларса Вестерлунда, массовый расстрел русскоязычного населения Выборга весной 1918 года был организован финскими егерями в качестве провокации, чтобы вызвать реакцию Советской России против Маннергейма.

## Егеря в независимой Финляндии
После гражданской войны основная часть егерей вернулась к мирной жизни. Большинство из них были рабочие, мелкие земледельцы и предприниматели, каждый пятый получил высшее образование. Некоторые егеря достигли вершин в хозяйственной и культурной жизни. Часть осталась на службе. Некоторые переехали в Советскую Россию. Большая часть егерей участвовала в Зимней войне (1939–1940) и войне-продолжении (1941–1944).
Всего 49 егерей-офицеров получило генеральский чин, в том числе Эрик Хейнрикс, Каарло Хейсканен, Тааветти Лаатикайнен, Армас-Эйно Мартола, Аарне Сихво, Алонзо Сундман, Пааво Талвела, Эйнар Вихма и Вайно Валве. Влияние егерей на развитие финских вооруженных сил было очень сильным вплоть до 1950-х годов. Последний егерь, генерал Вяйнё Валве умер в 1995 году.
Всего в 1915−1918 годах военное обучение в германской армии прошли 1895 добровольцев. Из них 1261 человек (67 %) участвовало в Гражданской войне. В ней погибло 128 егерей (10 %) и было ранено 238 (19 %). В Зимней войне участвовало, как на фронте, так и в тылу 774 егеря, из которых погибло 24 (3 %) и было ранено 19 (2 %). Значительное число егерей в декабре 1918 года вступило в добровольческий полк «Сыновья Севера», который в январе 1919 года был отправлен на помощь эстонцам в их борьбе за независимость. Крест Маннергейма был вручён 20 егерям.